# Герман Денш
Герман Денш (нім. Hermann Densch; 15 червня 1887, Кенігсберг — 24 серпня 1963, Гарміш-Партенкірхен) — німецький військово-морський діяч, адмірал крігсмаріне (1 січня 1940). Кавалер Німецького хреста в сріблі.

## Біографія
1 квітня 1905 року вступив у ВМФ. Освіту здобув на навчальному кораблі «Штайн» (1906) і в військово-морському училищі (1907). В 1907/09 року служив на лінкорі «Імператор Барбаросса», в 1909/10 року — «Гессен», з 1910 року — на міноносцях. Учасник Першої світової війни. З 27 березня 1917 по 31 жовтня 1918 року — командир 1-ї торпедної напівфлотилії «Фландрія».
Після демобілізації армії залишений на флоті. 10 вересня 1920 року призначений командиром 1-ї напівфлотилії. З 5 жовтня 1922 року — начальник відділу Бюджетного управління Морського керівництва, одночасно з 28 вересня 1925 по 9 січня 1926 року командував крейсером «Гамбург». 5 квітня 1927 року переведений на військово-морську станцію «Остзе», з 23 травня — 1-й офіцер Адмірал-штабу на станції, неодноразово виконував обов'язки начальника штабу станції. З 27 вересня 1930 року — командир крейсера «Кенігсберг». З 27 вересня 1932 по 30 вересня 1936 року — начальник штабу Морського керівництва (з 11 січня 1936 року — головнокомандувача ВМС). З 1 жовтня 1936 року — голова Випробувального корабельного комітету.

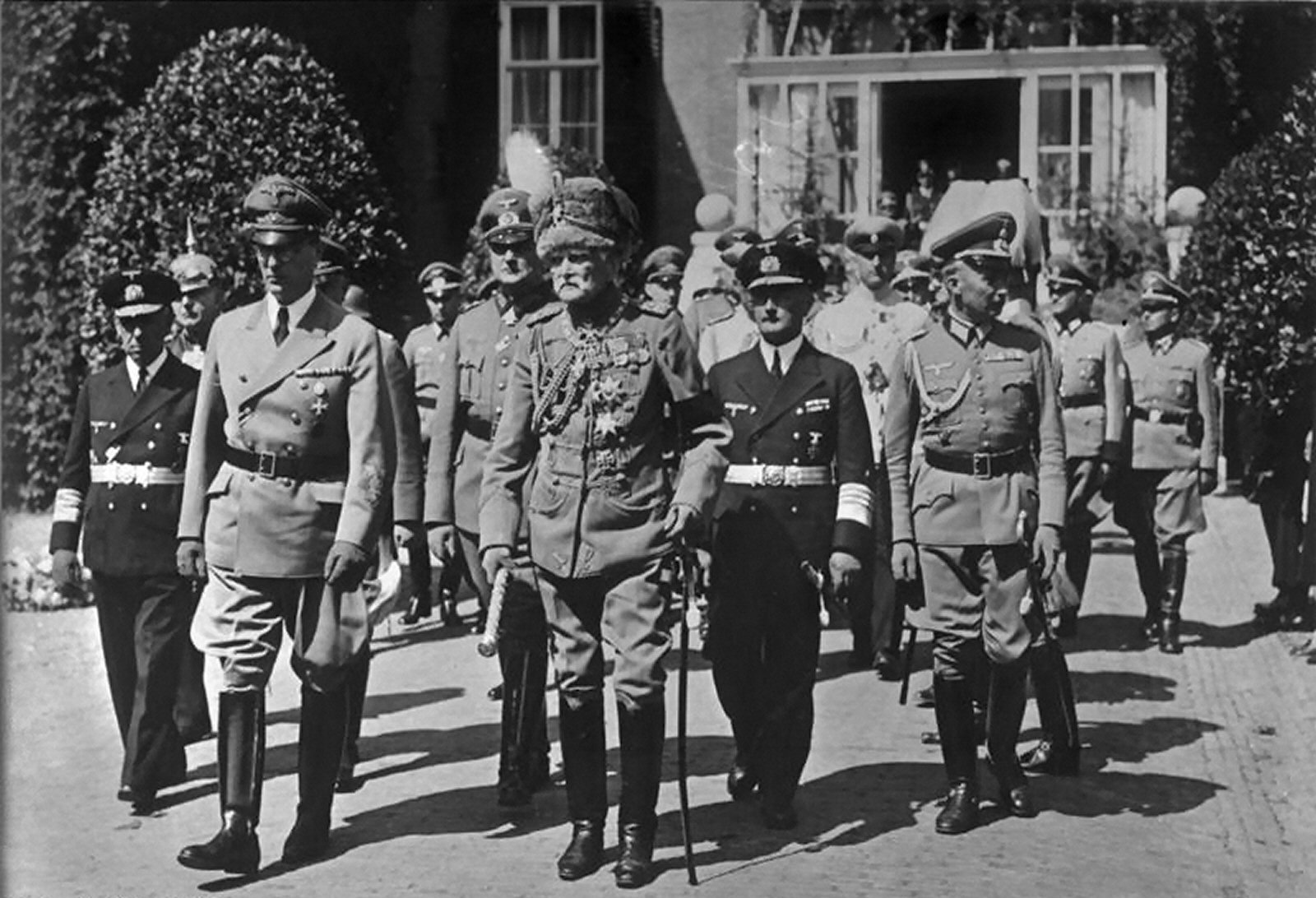
Адмірал Денш (в центрі) під час похорону імператора Вільгельма (Нідерланди, 1941).

З 1 лютого 1937 року — начальник Випробувального комітету конструкцій суден ВМФ. З 2 жовтня 1937 року — командувач розвідувальними силами. 20 жовтня 1939 року переведений в розпорядження головнокомандувача ВМФ. З 29 листопада 1939 по 28 лютого 1943 року — начальник військово-морської бази «Нордзе» і командувач-адмірал на Північному морі. З 1 липня 1943 року — імперський комісар Верховного призовного суду в Берліні. 21 квітня 1945 року звільнений у відставку.

## Нагороди
- Залізний хрест 2-го і 1-го класу
- Військовий Хрест Фрідріха-Августа (Ольденбург) 2-го і 1-го класу
- Ганзейський Хрест (Гамбург і Любек)
- Королівський орден дому Гогенцоллернів, лицарський хрест з мечами (24 квітня 1918)
- Фландрійський хрест із застібкою «Морська війна»
- Німецький імперський спортивний знак
- Почесний хрест ветерана війни з мечами
- Медаль «За вислугу років у Вермахті» 4-го, 3-го, 2-го і 1-го класу (25 років; 2 жовтня 1936) — отримав 4 нагороди одночасно.
- Орден Заслуг (Угорщина), командорський хрест із зіркою
- Медаль «У пам'ять 1 жовтня 1938 року»
- Застібка до Залізного хреста
  - 2-го класу
  - 1-го класу (10 травня 1940)
- Хрест Воєнних заслуг 2-го і 1-го класу з мечами
- Німецький хрест в сріблі (19 лютого 1943)